# Paulo Poppe de Figueiredo
Paulo Poppe de Figueiredo (Niterói, 1 de março de 1904 – Rio de Janeiro, 4 de maio de 1985) foi um engenheiro civil e militar brasileiro.
Filho de Leopoldo Antunes de Figueiredo. Casou com Maria Emília de Castro Correia, com quem teve três filhos.
Foi diretor do Departamento Administrativo do Serviço Público no governo Gaspar Dutra, de 26 de dezembro de 1950 a 31 de janeiro de 1951, continuando no cargo no governo de Getúlio Vargas, de 31 de janeiro a 8 de fevereiro de 1951.
Integrou a diretoria do CNPq em agosto de 1958.